# Nekrolog 1995
Nekrolog
◄◄
| ◄
| 1991
| 1992
| 1993
| 1994
| 1995 | 1996 | 1997 | 1998 | 1999 | ► | ►►
1. Quartal |
2. Quartal |
3. Quartal |
4. Quartal 
Weitere Ereignisse | Allgemeiner Nekrolog 1995
Die Beschreibung der verstorbenen Person sollte so kurz wie möglich gehalten sein und nur deren signifikante Tätigkeit(en) enthalten.
Neue Namen ggf. auch unter dem Geburts- und Sterbedatum, also etwa unter 1. Januar und im Geburts- und Sterbejahr (2024) eintragen (nur bei entsprechender großer Wichtigkeit). Für Beispiele siehe die schon vorhandenen Artikel.
Außerdem über die fünf zuletzt Verstorbenen, zu denen es einen ausreichend guten Artikel für eine Präsentation auf der Hauptseite gibt, nach der todesbedingten Überarbeitung der Artikel ggf. auch unter Wikipedia Diskussion:Hauptseite informieren und sie am besten auch in den anderen Wikipedia-Sprachversionen eintragen. Tipp: Regelmäßig bei news.google.de nach „ist tot“, „gestorben“ oder „verstorben“ suchen.
Wenn eine Person gestorben ist, gibt es viele Seiten zu dieser Person in der Wikipedia, die davon auch betroffen sind und entsprechend aktualisiert werden müssen. Beispiele: Namenübersichtsseite, Geburtsjahr, Geburtsort-Seiten und viele mehr.
Wie finde ich die betroffenen Seiten?
Im Suchfeld auf der linken Seite gibt man den Suchbegriff so ein: „Vorname Nachname“. Dann klickt man auf Volltext und alle Seiten mit entsprechendem Suchtext werden aufgerufen. Hier sieht man dann schnell, wo auch das Todesjahr Sinn macht oder sogar ein Teil des Artikels angepasst werden muss. Auch hilft das „Werkzeug“ auf der linken Seite sehr gut, um solche Seiten aufzufinden: „Links auf diese Seite“. Somit ist die Wikipedia wieder aktuell in allen Bereichen! Hinweis: bei Eintragung der Kategorie „Gestorben JAHR“ wird der Missbrauchsfilter 49 ausgelöst, was jedoch nicht schlimm ist. Siehe: Spezial:Missbrauchsfilter/49
Dies ist eine Liste von im Jahr 1995 verstorbenen bekannten Persönlichkeiten. Die Einträge erfolgen innerhalb der einzelnen Daten alphabetisch sortiert. Tiere sind im Nekrolog für Tiere zu finden.
Die Liste ist nach Quartalen aufgeteilt:
- Nekrolog 1. Quartal 1995: Januar, Februar und März
- Nekrolog 2. Quartal 1995: April, Mai und Juni
- Nekrolog 3. Quartal 1995: Juli, August und September
- Nekrolog 4. Quartal 1995: Oktober, November und Dezember

## Datum unbekannt
| Johnny Allen                                            | US-amerikanischer Motorradrennfahrer, Motorradweltrekordhalter (1956–1962)                                      |  |
| Yaşar Alpaslan                                          | türkischer Fußballspieler                                                                                       |  |
| Gertruda Bablinska                                      | polnisches Kindermädchen und Gerechte unter den Völkern                                                         |  |
| Chalid Bakdasch                                         | syrischer Politiker                                                                                             |  |
| Richard Balken                                          | deutscher Diplomat                                                                                              |  |
| Elio Balletti                                           | italienischer Szenenbildner                                                                                     |  |
| Tibor Bártha                                            | ungarischer reformierter Bischof                                                                                |  |
| Hans Bartolmes                                          | deutscher Architekt                                                                                             |  |
| Juozas Bastys                                           | litauischer Politiker                                                                                           |  |
| Hans Bauer                                              | Schweizer Wirtschaftshistoriker                                                                                 |  |
| Alfred Becker                                           | deutscher Politiker (CDU), MdL                                                                                  |  |
| Axel Beckmann                                           | deutscher Physiologe                                                                                            |  |
| Eugenio Berríos                                         | chilenischer Biochemiker und Mitglied der Dirección Nacional de Inteligencia (DINA)                             |  |
| Klaus Besser                                            | deutscher Journalist, Autor und Restaurantkritiker                                                              |  |
| Rose Book                                               | österreichisch-US-amerikanische Opernsängerin                                                                   |  |
| Bernhard Bukiet                                         | deutsch-US-amerikanischer Tischtennisspieler                                                                    |  |
| Wolfram Burisch                                         | deutscher Soziologe                                                                                             |  |
| Günther Busch                                           | deutscher Verlagslektor                                                                                         |  |
| Erika Butenandt                                         | deutsche medizinisch-technische Assistentin, Gattin des deutschen Biochemikers und Nobelpreisträgers Adolf B... |  |
| František Čech                                          | tschechoslowakischer Geochemiker und Mineraloge                                                                 |  |
| José Rafael Cisneros                                    | venezolanischer Gitarrist, Komponist und Musikpädagoge                                                          |  |
| Àngel Codinach i Campllonc                              | spanischer Maler                                                                                                |  |
| Julio Curatella                                         | argentinischer Ruderer                                                                                          |  |
| Sigrid Damm-Rüger                                       | deutsche Feministin und Aktivistin der Studenten- und Frauenbewegung sowie Autorin mit Schwerpunkt Berufsbil... |  |
| Hugo Demarco                                            | argentinischer kinetischer Künstler                                                                             |  |
| Rudi Dix                                                | deutscher Fotoreporter                                                                                          |  |
| Klaus Doerffel                                          | deutscher analytischer Chemiker                                                                                 |  |
| Franz Dospiel                                           | deutscher Steinmetz                                                                                             |  |
| Werner Droste                                           | deutscher Hochschullehrer, Professor für Elektrische Anlagen auf Schiffen                                       |  |
| Jakob Farner                                            | Schweizer Blasmusikdirigent                                                                                     |  |
| Ernst Féaux de la Croix                                 | deutscher Jurist, Volkswirt und Ministerialbeamter                                                              |  |
| Hermann Feierabend                                      | Schweizer Maler und Grafiker                                                                                    |  |
| Władysław Fejkiel                                       | polnischer Mediziner und Hochschullehrer sowie Häftlingsarzt im KZ Auschwitz                                    |  |
| Kurt Frank                                              | deutscher Maler                                                                                                 |  |
| Werner Gase                                             | deutscher Fußballspieler (DDR)                                                                                  |  |
| Pellegrino Ghigi                                        | italienischer Diplomat                                                                                          |  |
| Jan Bevington Gillett                                   | englischer Botaniker                                                                                            |  |
| Gerhard Gläser                                          | deutscher Fußballspieler und -trainer                                                                           |  |
| Dieter Golombek                                         | deutscher Komponist und Kirchenmusiker                                                                          |  |
| Günter Grandt                                           | deutscher Fußballspieler                                                                                        |  |
| Gerhardt Gröschke                                       | deutscher Theaterwissenschaftler und Dramaturg                                                                  |  |
| Rolf Grupe                                              | deutscher Fußballspieler                                                                                        |  |
| Werner Gutendorf                                        | deutscher Fußballtorwart                                                                                        |  |
| Gunnar Huseby                                           | isländischer Leichtathlet                                                                                       |  |
| Paul Halbhuber                                          | deutscher Bildhauer                                                                                             |  |
| Heins von Have                                          | deutscher Kaufmann in Asien und Jakarta                                                                         |  |
| Bernhard Hefti                                          | Schweizer Bildhauer                                                                                             |  |
| Magnus Henning                                          | baltischer Komponist und Pianist                                                                                |  |
| Otto Hermann                                            | deutscher Maler und Grafiker                                                                                    |  |
| Margel Hinder                                           | US-amerikanisch-australische Bildhauerin                                                                        |  |
| Fritz Ihlau                                             | deutscher Komponist und Musiker                                                                                 |  |
| Alexandr Spiridonowitsch Kanaki                         | sowjetischer Hammerwerfer                                                                                       |  |
| Fritz Karwath                                           | deutscher Clown                                                                                                 |  |
| Imane Khalifeh                                          | libanesische Friedensaktivistin                                                                                 |  |
| Warren Kiefer                                           | US-amerikanischer Autor, Filmregisseur und Drehbuchautor                                                        |  |
| Seracettin Kırklar                                      | türkischer Fußballspieler und -trainer                                                                          |  |
| Otto Kobalek                                            | österreichischer Künstler und Wiener Original                                                                   |  |
| Christel Küpper                                         | deutsche Friedensaktivistin                                                                                     |  |
| Peter Lamoth                                            | rumänischer Hochschullehrer und Interessenvertreter der Rumäniendeutschen                                       |  |
| Lillian Langseth-Christensen                            | österreichische Designerin und Schriftstellerin                                                                 |  |
| Liu Linrui                                              | hui-chinesischer Arabist und Übersetzer                                                                         |  |
| Heinrich Löwig                                          | tschechisch-kanadischer Mathematiker                                                                            |  |
| Eva Ludwig                                              | deutsche Parteifunktionärin der DDR-Blockpartei NDPD                                                            |  |
| Eugen Luisk                                             | deutsch-baltischer Maler                                                                                        |  |
| Thompson Magawana                                       | südafrikanischer Marathon- und Ultramarathonläufer                                                              |  |
| Count Matchuki                                          | jamaikanischer Deejay                                                                                           |  |
| Hermann Meier-Cronemeyer                                | deutscher Volkswirt und Soziologe                                                                               |  |
| Menez                                                   | portugiesische Malerin                                                                                          |  |
| Vilmos Milano                                           | deutsch-ungarischer Kraftakrobat und Zirkusdirektor                                                             |  |
| James Moody                                             | irischer Stummfilm-Begleitpianist und Komponist                                                                 |  |
| Tibor Nagy                                              | ungarischer provinzialrömischer Archäologe und Althistoriker                                                    |  |
| Jochen Neuhaus                                          | deutscher Schauspieler, Regisseur und Übersetzer                                                                |  |
| Willy E. Nocken                                         | deutscher Maler                                                                                                 |  |
| Jacques Louis Nyst                                      | belgischer Videokünstler                                                                                        |  |
| Walter Ofiera                                           | deutscher Schauspieler und Synchronsprecher                                                                     |  |
| Rainer K. G. Ott                                        | deutscher Journalist, Autor und Regisseur                                                                       |  |
| José Ramírez III                                        | spanischer Gitarrenbauer                                                                                        |  |
| Kalervo Rankama                                         | finnischer Geologe und Geochemiker                                                                              |  |
| Theodor Renzl                                           | österreichischer Mundartdichter                                                                                 |  |
| Carl-Heinz Rodenberg                                    | deutscher Psychiater und Neurologe, Leiter der „Reichszentrale zur Bekämpfung der Homosexualität und Abtreib... |  |
| Jorge Rojas                                             | kolumbianischer Lyriker                                                                                         |  |
| Danny Ross                                              | US-amerikanischer Country-Musiker und Labelbesitzer                                                             |  |
| Hans Gerd Ruwe                                          | deutscher Steinmetz und Bildhauer                                                                               |  |
| Reinhard Schiestl                                       | österreichischer Alpinist und Sportkletterer                                                                    |  |
| Konrad Schmidt                                          | deutscher Schriftsteller und Germanist                                                                          |  |
| Julius Schuster                                         | österreichischer Jurist, Statthalter des Ritterorden vom Heiligen Grab zu Jerusalem in Österreich               |  |
| Miguel Paulo José Maria da Silva Paranhos do Rio-Branco | brasilianischer Diplomat                                                                                        |  |
| Ginger Smock                                            | US-amerikanische Jazz- und R&B-Musikerin (Geige, auch Gesang)                                                   |  |
| José Francisco Socarrás                                 | kolumbianischer Dichterarzt                                                                                     |  |
| Otto Sommer                                             | deutscher Fußballspieler                                                                                        |  |
| Ortwin Speer                                            | deutscher Schauspieler und Synchronsprecher                                                                     |  |
| Gerda Sredzki                                           | deutsche Widerstandskämpferin                                                                                   |  |
| Robert Stewart                                          | US-amerikanischer Komponist                                                                                     |  |
| Carsten Ström                                           | schwedischer Künstler                                                                                           |  |
| Ekkehard Tietze                                         | deutscher Kirchenmusiker                                                                                        |  |
| Karl Ungethüm                                           | deutscher Radrennfahrer                                                                                         |  |
| Raúl Vidales                                            | mexikanischer Befreiungstheologe                                                                                |  |
| Ingeborg Weigand                                        | deutsche Malerin                                                                                                |  |
| Manfred Wimmer                                          | österreichischer Go-Spieler                                                                                     |  |
| Julius Winter                                           | deutscher Versicherungsmanager                                                                                  |  |
| Josef Zimmering                                         | deutscher Diplomat (DDR)                                                                                        |  |